# Камулоген
Камулоге́н (лат. Camulogenus, по-франц. — Камюложе́н) — галльский предводитель, вождь паризиев.
Уже в преклонном возрасте защищал Лютецию (будущий Париж) от армии Лабиена, римского наместника Галлии в эпоху Юлия Цезаря, и погиб в 52 году до н. э. в сражении вне стен Лютеции на левом берегу Сены (примерно в районе Вожирар современного Парижа).

## Две тысячи лет спустя
- Упоминается в романе Виктора Гюго «Собор Парижской Богоматери»: «…Та часть Города на востоке, которая и теперь еще называется „Болотом“ (в память о том болоте, куда Камюложен завлёк Цезаря)…»
- В 15-м округе Парижа есть улица Камюложен (фр. rue Camulogène‎).